# Kultura se šňůrovou keramikou

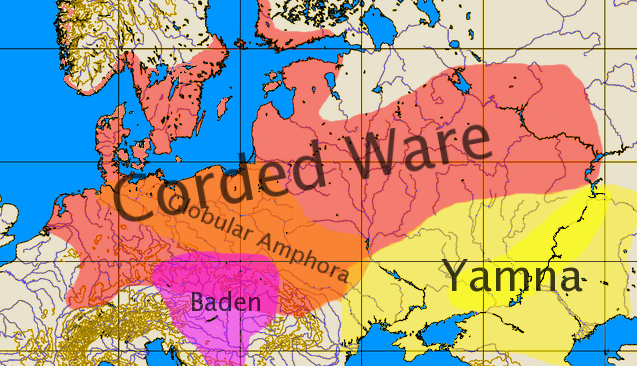
Kultura se šňůrovou keramikou (červeně)

Kultura se šňůrovou keramikou, též kultura šňůrové keramiky (zkratkou KŠK) zahrnuje širokou skupinu indoevropských archeologických kultur Evropy zhruba mezi lety 2900–2350 př. n. l., a to od eneolitu až do časné doby bronzové. Tato skupina kultur zabírala rozlehlou oblast od Rýna na západě až po Volhu na východě, obývala tedy velkou část Evropy severní, střední a východní. Obyvatelstvo bylo zaměřeno převážně na chov dobytka a vyznačovalo se nomádským způsobem života. Kulturu lze poznat výhradně z bohatě vybavených kostrových, původně nejspíše mohylových pohřebišť.
Lid kultury se šňůrovou keramikou byl geneticky blízce příbuzný lidu jámové kultury, což předpokládá, že kultura se šňůrovou keramikou vznikla díky migracím z eurasijských stepí. Kultura se šňůrovou keramikou může stát za rozšířením protogermánských a protobaltoslovanských indoevropských jazyků. Lid kultury se šňůrovou keramikou také vykazuje genetickou příbuznost s pozdější kulturou Sintašta, v níž vznikl protoindoíránský jazyk.

## Nomenklatura

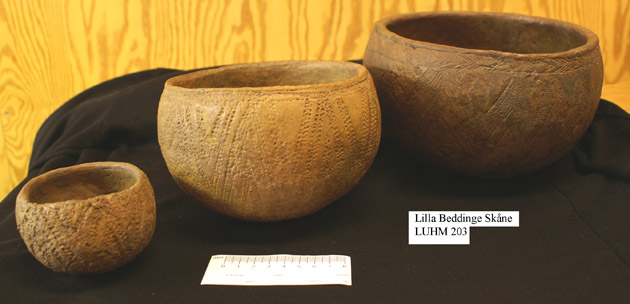
Šňůrová keramika z pohřebiště v Lilla Bedinge, Skåne, Švédsko

Termín Schnurkeramik byl poprvé použit německým archeologem Friedrichem Klopfleischem v roce 1883. Pojmenoval jej podle techniky zdobení pohárů, do kterých byly otiskovány kroucené šňůry. Anglický termín „Single Grave culture“ odkazuje na pohřební ritus s mohylovým pohřbíváním v pozici s pokrčenými končetinami a různými artefakty. Název „kultura s bojovými sekeromlaty“ odkazuje pohřbívání mužů s jejich zbraněmi, v tomto případě kamenných seker ve tvaru lodě.
Anglicky se kultura nazývá Corded Ware, německy Schnurkeramik, francouzsky ceramique cordée, nizozemsky touwbekercultuur. 

## Geografický rozsah

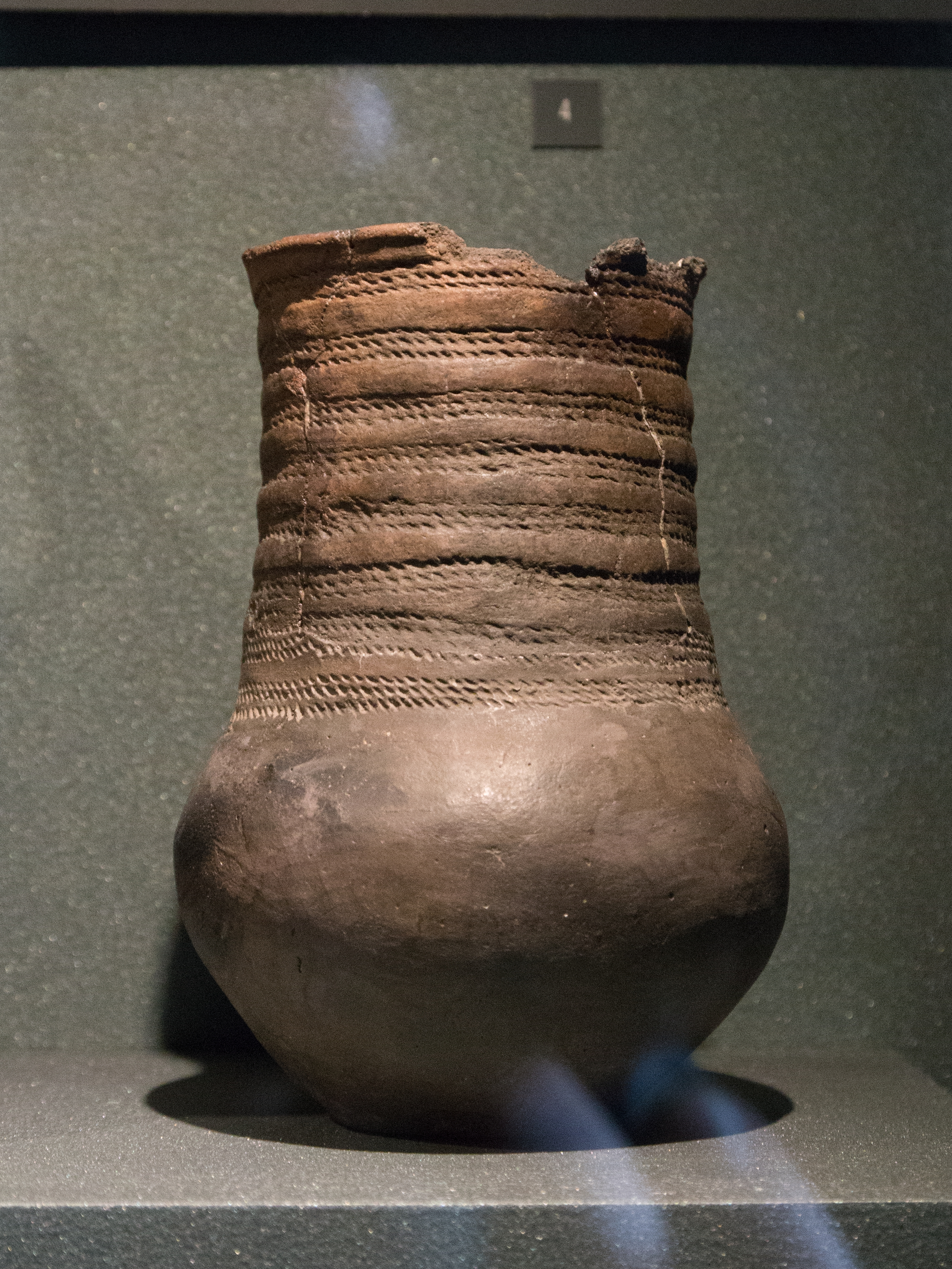
Šňůrová keramika z okolí obce Velké Přílepy

KŠK zabrala většinu kontinentální severní Evropy od Rýna na západě po Volhu na východě. Zahrnovala většinu dnešního Německa, Nizozemska, Dánska, Polska, Litvy, Lotyšska, Estonska, Běloruska, Česka, Slovenska, Švýcarska, severozápadního Rumunska, severní Ukrajiny a evropské části Ruska, pobřeží Norska a jižní části Švédska a Finska. V pozdním eneolitu a začátku doby bronzové zabírala dále téměř celý Balkán, kde se mísila s dalšími prvky z východoevropských stepí.
Archeologové upozorňují, že KŠK nebyla „jednotnou kulturou“ jednoduše kvůli své veliké rozloze, byly zde regionální rozdíly ve strategii a ekonomice. Jsou zde viditelné rozdíly v materiální kultuře, osídlení a společnosti. Zároveň však měla KŠK společné prvky charakteristické pouze pro ni samotnou, jako jsou způsoby pohřbívání, keramika se šňůrovou dekorací a unikátní kamenné sekeromlaty.
Současně s KŠK existovala na západě kultura zvoncovitých pohárů, západně od Labe se obě kultury prolínaly, což mohlo přispět k celoevropskému rozšíření této kultury. Ačkoliv lid kultury zvoncovitých pohárů adoptoval novou sociální strukturu a způsoby osídlení, skupina KŠK postrádala některé výhody, které byly na západě možné díky komunikaci a obchodu přes moře a řeky.

## Vztah k indoevropským migracím

### Původ

Indoevropské migrace z jámové kultury

Původ a rozšíření KŠK bylo dlouhou dobu ústředním nevyřešeným problémem při hledání pravlasti indoevropských jazyků. KŠK byla dlouho popisována jako indoevropská z důvodu absence trvalejšího osídlení, což oproti dřívějším kulturám představovalo značný rozdíl. Absence osad předpokládala spíše kočovný způsob života založený na pastevectví podobný např. tomu v jámové kultuře a odpovídá to představě o Indoevropanech založenou na studiu filologie. Obrovská rozloha KŠK vypovídá o rapidní expanzi v době, kdy se předpokládá rozšíření indoevropských jazyků. KŠK byla dříve vskutku chápana jako pravlast Protoindoevropanů např. díky používání kolových vozů a koní, zřejmým válečnickým sklonům, rychlou expanzí na velké ploše přesně v době předpokládaného rozšíření indoevropských jazyků. Dnes je však nejrozšířenější kurganová hypotéza, která lépe vysvětluje původ a expazi těchto jazyků.
Dříve než byly prováděny analýzy DNA z lidských ostatků z hrobů KŠK, které jasně ukazují, že genetická variabilita lidu KŠK byla převážně odvozena z lidu stepní jámové kultury, byli archeologové dlouho rozděleni v názorech na původ KŠK. Jedni věřili spíše v expanzi KŠK ze střední Evropy, zatímco si druzí všímali spíše vlivu stepních kočovných populací. První hypotézu podporoval fakt, že KŠK se na severu střední Evropy prolínala s kulturou s nálevkovitými poháry. Marija Gimbutasová tvrdila, že KŠK vznikla z kultury kulovitých amfor (3400–2800 př. n. l.), kterou chápala jako indoevropskou. Tato kultura se rozšířila ze střední Evropy do Pobaltí a vznikla právě z kultury s nálevkovitými poháry. Nicméně v jiných oblastech KŠK přináší novou kulturu i fyzický vzhled jejích nositelů. Na většině územní expanze byla KŠK jasně intrusivní a proto v archeologii reprezentuje jednu z největších kulturních revolucí. Podíl migrace na kulturních změnách byl předmětem četných diskusí, na toto téma zdaleka nejčastěji.
Podle kontroverzních dat z radiokarbonového datování byly keramické formy nalezené v jednotlivých hrobech starší v Polsku a mladší v západní a jižní části střední Evropy. Nejstarší radiokarbonová data z KŠK pocházejí Kujavska a Malopolska z období kolem 3000 př. n. l. Nicméně následující výzkumy poukazují na to, že v datování KŠK existuje široká variabilita, a to zejména v datování začátku kultury, které je založeno na zkoumání jednotlivých od sebe vzdálených hrobů, což není v souladu s jinými archeologickými daty a dostává se do střetu i s plató v radiokarbonové kalibrační křivce; v jednom případě např. ve Švýcarsku, kde lze datování potvrdit dendrochronologicky, lze výskyt KŠK potvrdit po relativně krátkou dobu zhruba mezi lety 2750 př. n. l. a 2400 př. n. l. Jelikož naleziště ve Švýcarsku z této krátké periody obsahují artefakty, které reprezentují všechna hlavní období KŠK jako takové, někteří archeologové jsou toho názoru, že se KŠK objevila víceméně simultánně v celé severní střední Evropě kolem 2900 př. n. l. v řadě center, které později formovaly vlastní lokální sítě. Radiouhlíkové datování zbývajících středoevropských regionů ukazuje, že KŠK se objevila po roce 2880 př. n. l. Podle této hypotézy se rozšířila do Lüneburských vřesovišť a dále do Středoevropské nížiny, Porýní, Švýcarska, Skandinávie, Pobaltí a Ruska do Moskvy, kde se kultura smísila s pastevci žijícími na stepích. Nicméně hypotézy, které předpokládají původ KŠK v západní a centrální Evropě vyvracejí nová paleogenomická data, která dokazují, že populace KŠK odvozuje svůj původ minimálně ze 75 % z lidu jámové kultury, tedy ze stepí.
Navrhuje se, že na západě byla tato revoluce rychlá, hladce probíhající vnitřní proměna, která se objevila v dřívější kultuře s nálevkovitými poháry a směřovala směrem z východního Německa. Naproti tomu v Pobaltí vypadá KŠK jako dobyvatel jihozápadní části kultury Narva. Nicméně dnes se na KŠK hledí ve všech oblastech jako na intruzivní element, nicméně ne vždy tak agresivní a v mnoha případech koexistující s dřívějšími kulturami.

## Genetické výzkumy

### Vztah k jámové kultuře

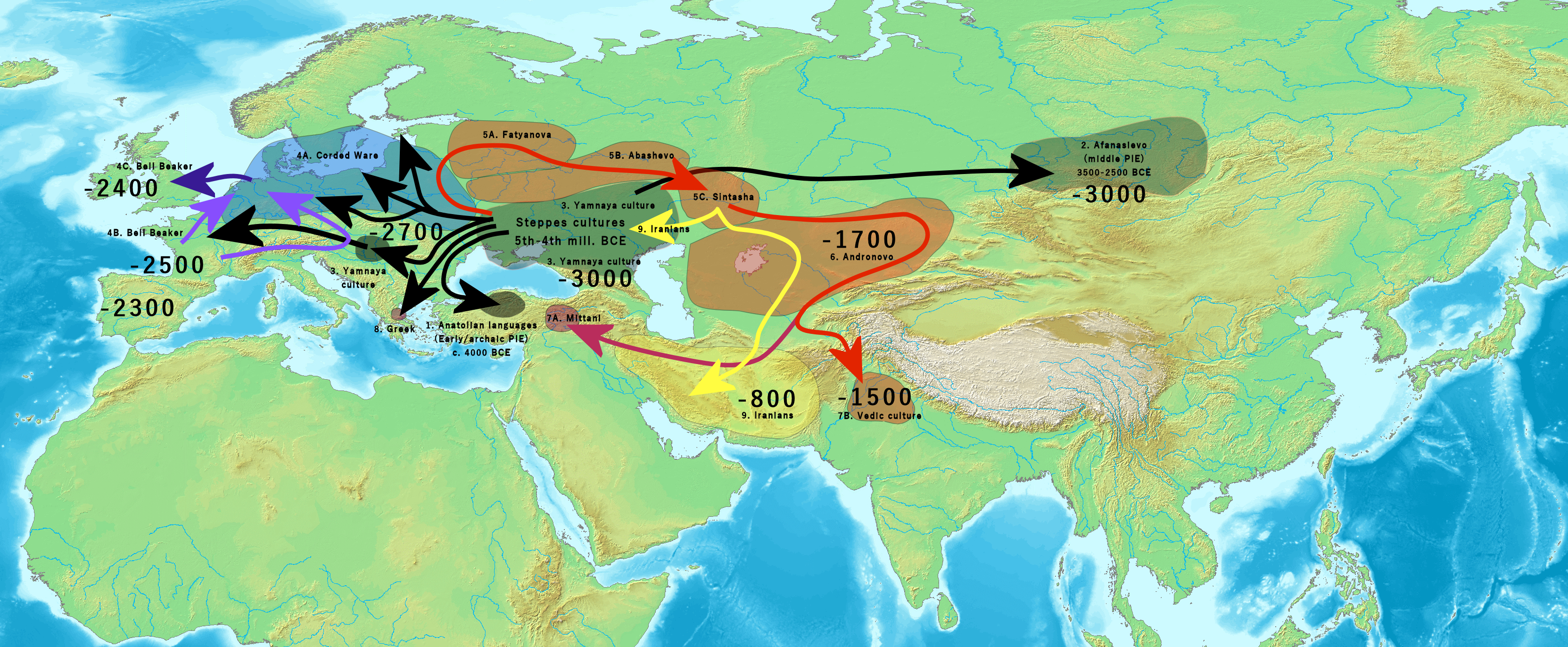
Indoevropské migrace související s expanzí jámové kultury, 3 000 - 800 př. n. l.

Genetická studie z roku 2015 ukázala, že velká část původu lidu KŠK se odvozuje od populace jámové kultury, která migrovala ze stepí před 4500 lety. Asi 75% DNA pozdně neolitických koster z KŠK z Německa je přesně odvozeno od jednotlivců z jámové kultury. Stejná studie odhaduje 40–54% podíl lidu jámové kultury na výbavě dnešních Středoevropanů a Severoevropanů, 20–32% Jihoevropanů kromě Sardů (7,1 % a méně) a Sicilanů (11,6 % a méně). Haak a kol. také poznamenává, že výsledky jejich studie předpokládají rozšíření haploskupin R1b a R1a z východu po roce 3000 př. n. l.
Co se týče fyzického vzhledu, byl lid jámové kultury, který je předpokládaným šiřitelem indoevropských jazyků, převážně hnědooký, hnědovlasý, středně světlé kůže, ovšem poněkud tmavší, než je průměrný odstín moderních Evropanů. Světlé rysy existovaly v Evropě již před příchodem Indoevropanů i u lovců a sběračů a farmářů, takže dlouhotrvající filologické pokusy dát je do souvislosti s migrací Indoevropanů ze stepí ztroskotaly. Část populace kultury se šňůrovou keramikou měla světlé vlasy a modré oči. Mutace genu spojeného s blond vlasy se poprvé objevila před asi 15 000 lety na Sibiři a později se rozšířila do Evropy s pastevci jámové kultury. Protože muži dávali při výběru partnerek přednost světlovlasým ženám, tak se postupně zvyšoval počet světlovlasých jedinců v populaci.
Autosomální studie také poukazují na to, že populace jámové kultury byla šiřitelem tzv. komponenty ANE („Ancient North Eurasian“). ANE reprezentuje ve vědecké literatuře původ z lidu kultury Maľta Bureť nebo jí geneticky příbuzné populace. ANE je důležitou komponentou jak populace jámové, tak i v současné Evropě. Nevyskytovala se však v západní a střední Evropě před KŠK.
Haak a kol. také varovali: „Upozorňujeme, že testované vzorky z jámové kultury ze Samary nemusí být přímými předky lidu KŠK z Německa. Je možné, že do střední Evropy mohla migrovat některá západnější jámová populace, nebo dřívější „pre-jámová“ stepní populace. Tyto chybějící informace by mohla odkrýt další studie.“
Goldberg a kol. (2016) objevili, že šíření zemědělství z Anatolie do Evropy v období neolitu probíhalo masivní migrací mužů i žen ve zhruba stejném poměru, možná i celých rodin. Naproti tomu byly kulturní změny v Evropě doby bronzové důsledkem mužské migrace, potenciálně spojené s novou technologií a dobýváním.
Moderní genetické výzkumy zjistily, že v rámci kultury se šňůrovou keramikou docházelo k míšení mezi muži, kteří byli nositeli DNA lidu jámové kultury, a ženami pocházejícími z kultury s nálevkovitými poháry, které měly DNA neolitických zemědělců z Anatolie a evropských mezolitických lovců.

#### Vliv na kulturu Sintašta

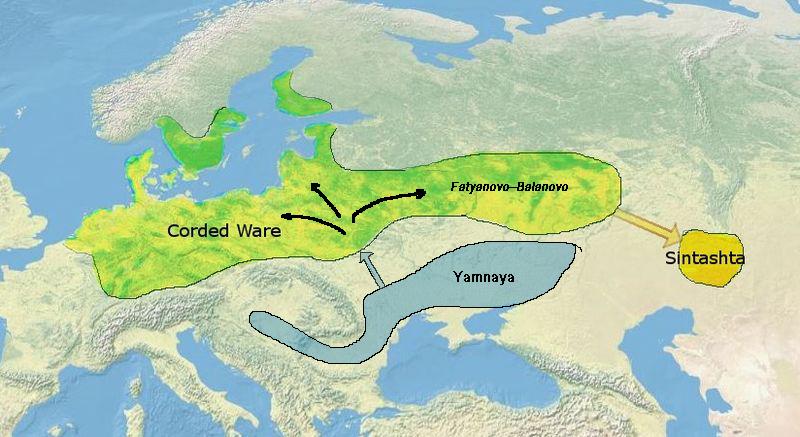
Kultura Sintašta vznikla nejspíše migrací lidu kultury se šňůrovou keramikou na východ

Allentoft a kol. (2015) prezentovali překvapivé důkazy genetické afinity lidu KŠK s pozdější kulturou Sintašta. Předpokládají, že vliv „západní“ či evropské neolitické komponenty v genomech lidu Sintašta mohl pocházet z populace KŠK.

### Indoevropizace a jazykový posun
KŠK mohla hrát ústřední roli v šíření indoevropských jazyků do Evropy v průběhu chalkolitu a doby bronzové. Podle Malloryho byla KŠK společným předkem pro pozdější keltské, germánské, baltské, slovanské a možná i některé italické indoevropské jazyky. Mallory také poznamenává, že KŠK naopak nemohla být domovskou kulturou pro řecké, ilyrské, thrácké a východoitalické jazyky, které pocházely z jihovýchodní Evropy. Podle Anthonyho byla KŠK předkem germánské, baltské a slovanské větvě v severní Evropě.
Podle Anthonyho se pregermánské dialekty mohly vyvinout v kultuře Usatovo mezi Dněstrem a Vislou cca kolem 3100-2800 př. n. l. a rozšířily se s KŠK. Mezi lety 3100–2800/2600 př. n. l. proběhla skutečná migrace Protoindoevropanů z jámové kultury do údolí Dunaje, dosáhla až do Maďarska, kde se mohly vyvinout prekeltské a preitalické jazyky. Slovanská a baltská větev se vyvinula na středním Dněpru.
Haak a kol. (2015) poznamenávají, že se lid KŠK na území Německa odvozuje ze 75% ze stepní populace jámové kultury, proto předpokládá západo-severozápadní migraci z jámové kultury směrem do Německa. Allentoft a kol. (2015) předpokládají migraci z jámové kultury do severozápadní Evropy přes střední Evropu, a také do Pobaltí a do východního okraje KŠK přes území dnešní Ukrajiny, Běloruska a Ruska.

#### Jazykový posun
Podle původní hypotézy Marije Gimbutasové byl proces „indoevropizace“ KŠK a později zbytku Evropy, pouze kulturní transformací, nikoliv migrací nových osob. Migrace jámové kultury z východní do střední a západní Evropy chápe Gimbutasová jako proces vojenského tažení a vítězství vyúsťující v implementaci nového administrativního systému, jazyka a náboženství do předchozích kultur. Společenská organizace jako patrilinearita a patriarchát jámové kultury velmi zefektivnila její válečné strategie. Staří Evropané (původní neolitické obyvatelstvo) nemělo žádnou válečnickou třídu ani koně. Žili pravděpodobně v teokratických monarchiích, kde vládly královny-kněžky, nebo byli rovnostářskou společností. Tato „staroevropská“ sociální struktura výrazně kontrastuje s hierarchickou strukturou lidu jámové kultury a kultur z ní odvozených.
David Anthony (2007) ve své „revidované stepní hypotéze“ navrhuje, že šíření indoevropských jazyků pravděpodobně nenastalo řetězovitými migracemi lidí, ale zavedením těchto jazyků politickými elitami a rituály, které byly napodobovány velkými skupinami lidí. Tento proces nazývá „rekrutováním elit“. Přesto v doplňkových informacích k Haakově studii Anthony, Lazaridis, Haak, Patterson a Reich zmiňují, že masivní migrace jámové populace do severní části Evropy svědčí pro to, že „stepní hypotéza nevyžaduje dominanci elit aby přenesla indoevropské jazyky do Evropy. Místo toho naše výsledky ukazují, že tyto jazyky byly v Evropě zavedeny spíše silou počtu: velkou migrací, na které se podílela obě pohlaví.“ 
Lingvista Guus Kroonen poukazuje na to, že mluvčí indoevropských jazyků napadli existující populace v Evropě, které mluvily nepříbuznými neindoevropskými jazyky. Zaměřuje se na efekt vzájemného kontaktu na indoevropské jazyky a snaží se objevit preexistující jazyky. O preindoevropských jazycích je toho známo jen málo (výjimkou je baskičtina), což je způsobeno rychlou a masivní „indoevropizací“ Evropy bez jakéhokoliv záznamu předchozích jazyků jazykovým posunem. Guus Kroonen's (2015)  Kroonenova studie (2015) uvádí, že „preindoevropština“ obsahuje jasný neolitický „podpis“ pocházející z egejské jazykové rodiny a jde o důsledek neolitického osídlování Evropy prvními zemědělci.
Marija Gimbutasová tvrdila, že protogermánština vznikla vniknutím KŠK do Skandinávie a její syntézou s kulturou s nálevkovitými poháry.  Podle Edgara Polomé vzniklo 30% neindoevropského substrátu v moderní němčině v kultuře s nálevkovitými poháry v jižní Skandinávii. Když jámová populace přišla do kontaktu s původními obyvateli během 3. tisíciletí př. n. l., začala indoevropská složka dominovat místním populacím, avšak některá původní slova zůstala a zformovala protogermánský jazyk, který dostal status „indoevropizovaného“ jazyka.

#### Jazyková kontinuita
V opozici k invazionistickým scénářům navrhovaných Gimbutasovou a jinými stojí např. Mario Alinei s jeho teorií paleolitické kontinuity, která předpokládá kontinuitu jazyků na území KŠK už od paleolitu. Jeho předchůdci byli např. Yevgeny Yu. Krichevsky a V. Gordon Childe. Na jejich základě Alinei zdůraznil univerzální charakter inovací spojených s lidem KŠK, jako jsou kombinace farmaření a nomádského pastevectví, patrilinearita a patriarchát a jiné. Nicméně Alinei akceptoval zvýšený vliv imigračního elementu v oblasti mezi Černým mořem a Panonskou nížinou, na druhou stranu však podtrhoval kontinuitu - „s nebo bez migračního vlivu ze stepí“ – kultury s nálevkovitými poháry, kultury kulovitých amfor s KŠK nebo s kulturou s bojovými sekeromlaty a „Single Grave“ kulturou.
Alinei věří, že mluvčí baltských jazyků mohli hrát významnou roli v difuzi KŠK. Hlavními argumenty pro tuto stěžejní roli Baltů by mohly být: a) geografický rozsah baltské hydronymie v obdélníkovém klenutí od Visly přes ruskou Oku a horní Volhu; b) lingvistický vliv baltských jazyků se vznikem jakéhosi jazykového svazu charakterizovaného polytonií – sjednocuje je s většinou skandinávských a dolnoněmeckých dialektů v pobřežních oblastech, stejně tak s některými slovanskými (severní kašubština) a finskými jazyky (livonština a estonština).

## Ekonomika
Existuje jen několik málo objevených sídlišť, což vedlo k tradičnímu pohledu na KŠK jako na výhradně kočovnickou pasteveckou společnost. Nicméně později se objevily i důkazy o usedlém způsobu života s obděláváním půdy. Zrna pšenice dvouzrnky, pšenice seté a ječmene byly nalezeny na sídlišti KŠK ve vesnici Bronocice v jihovýchodním Polsku. Dvoukolové vozy pravděpodobně tažené voly byly také nalezeny v kontinuitě s kulturou s nálevkovitými poháry.
Kravské mléko bylo systematicky používáno od 3400 př. n. l. na sever od Alp. Ovce se chovaly spíš v západní části Švýcarska v důsledku silnějšího kulturního vlivu Středomoří. Změny ve věku porážky a velikosti zvířat jsou možným důkazem používání ovčí vlny v tomto regionu KŠK.

## Pohřbívání
Pohřbívání probíhalo do plochých hrobů nebo malých mohyl ve skrčené poloze; v kontinentální Evropě byli muži pohřbíváni na pravém boku, ženy na levém boku, obě pohlaví shodně s obličeji směrem k jihu. Nicméně ve Švédsku a některých částech severního Polska byly hroby orientovány severojižně, muži na levém boku, ženy na pravém a obličeje orientovány na východ. Pravděpodobně se používala nějaká dřevěná konstrukce, jelikož jsou hroby v jedné linii. To je v kontrastu s praktikami v Dánsku, kde byli zemřelí pohřbíváni ve vertikální stratifikaci pod valy – nejstarší osoba pod povrchem země, druhá v hrobu nad ní a někdy třetí nad oběma. Z předmětů jsou v mužských hrobech časté kamenné bojové sekery, keramické poháry většinou zdobené šňůrami, zářezy či jinými druhy ozdob.

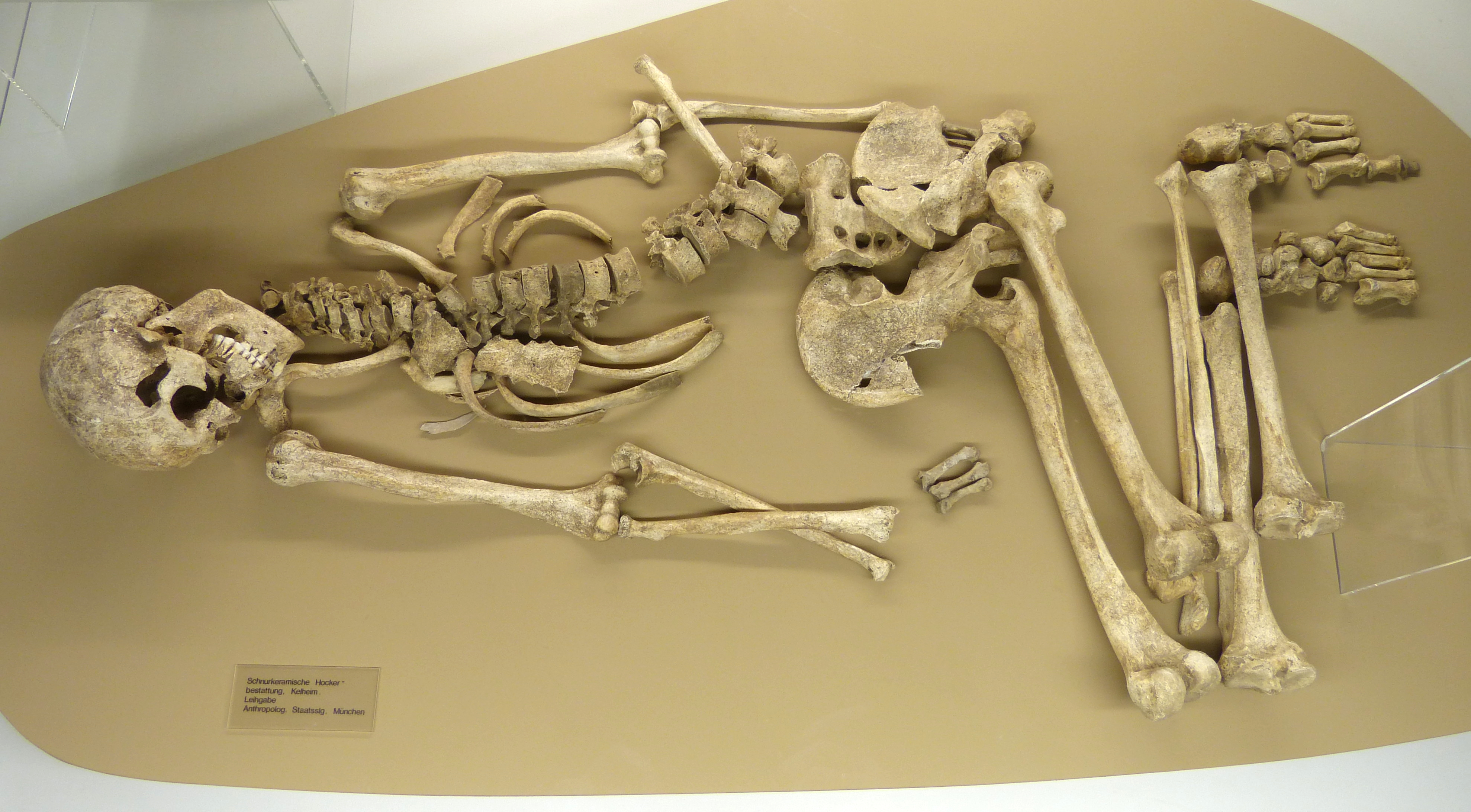
Poloha zemřelého při pohřbívání v KŠK

Zhruba ve stejné době se vyskytující fenomén zvoncovitých pohárů pohřbíval mrtvé podobným způsobem a pokryl většinu západní a střední Evropy. Kultura zvoncovitých pohárů vznikla kolem roku 2800 př. n. l. na Pyrenejském poloostrově a následně se šířila do střední Evropy, kde částečně koexistovala s KŠK.
Největší pohřebiště v Čechách představuje lokalita Vikletice (na Chomutovsku), na Moravě například Marefy u Bučovic. Hroby bývaly opatřené dřevěnou komorovou konstrukcí. Mrtví byli pohřbíváni ve skrčené poloze – muži na pravém boku, ženy na levém boku. Orientace hrobových jam byla především západ–východ, výjimečně také sever–jih. Průměrný dožitý věk u mužů činil 39 a u žen 35 let.
V dubnu 2011 byl zaznamenán odlišný způsob pohřbívání KŠK v Praze. Ostatky pravděpodobně mužské byly orientovány stejně jako ženské a neměly žádné specifické pohřební předměty. Objevitelé předpokládali, že tento hrob mohl náležet „člověku takzvaného třetího pohlaví, což byli lidé s odlišnou pohlavní orientací, transsexuálové nebo prostě lidé, kteří se identifikovali odlišně od zbytku společnosti“, média psala o objevu prvního „jeskynního gaye“ na světě,. Archeologové a antropologové však kritizovali média pro senzacechtivost. „Pokud tento pohřeb reprezentuje transgender osobu (což by mohl), neznamená to, že tato osoba byla jiné sexuální orientace a nebo se k ní hlásila, nebo že společnost jej za homosexuála považovala.“, komentuje Kristina Killgrove. Další kritizují to, že v chalkolitu nelze mluvit o jeskynních lidech a identifikace pohlaví z pozůstatků je složitá a nepřesná. Detailní rozbor tohoto pohřbu se dosud ve vědecké literatuře neobjevil.

## Podskupiny

### Prototypická kultura se šňůrovou keramikou
Prototypická KŠK se nacházela ve střední Evropě, zejména v Německu a Polsku. Název odkazuje na charakteristickou keramiku této doby: kroucená šňůra byla vtisknuta do vlhké hlíny, aby vytvořila různé dekorativní vzory a motivy. Keramika je známá zejména z hrobů, obě pohlaví obdržely charakteristické dary v podobě takto zdobené keramiky.

### Kultura jednoduchých mohyl

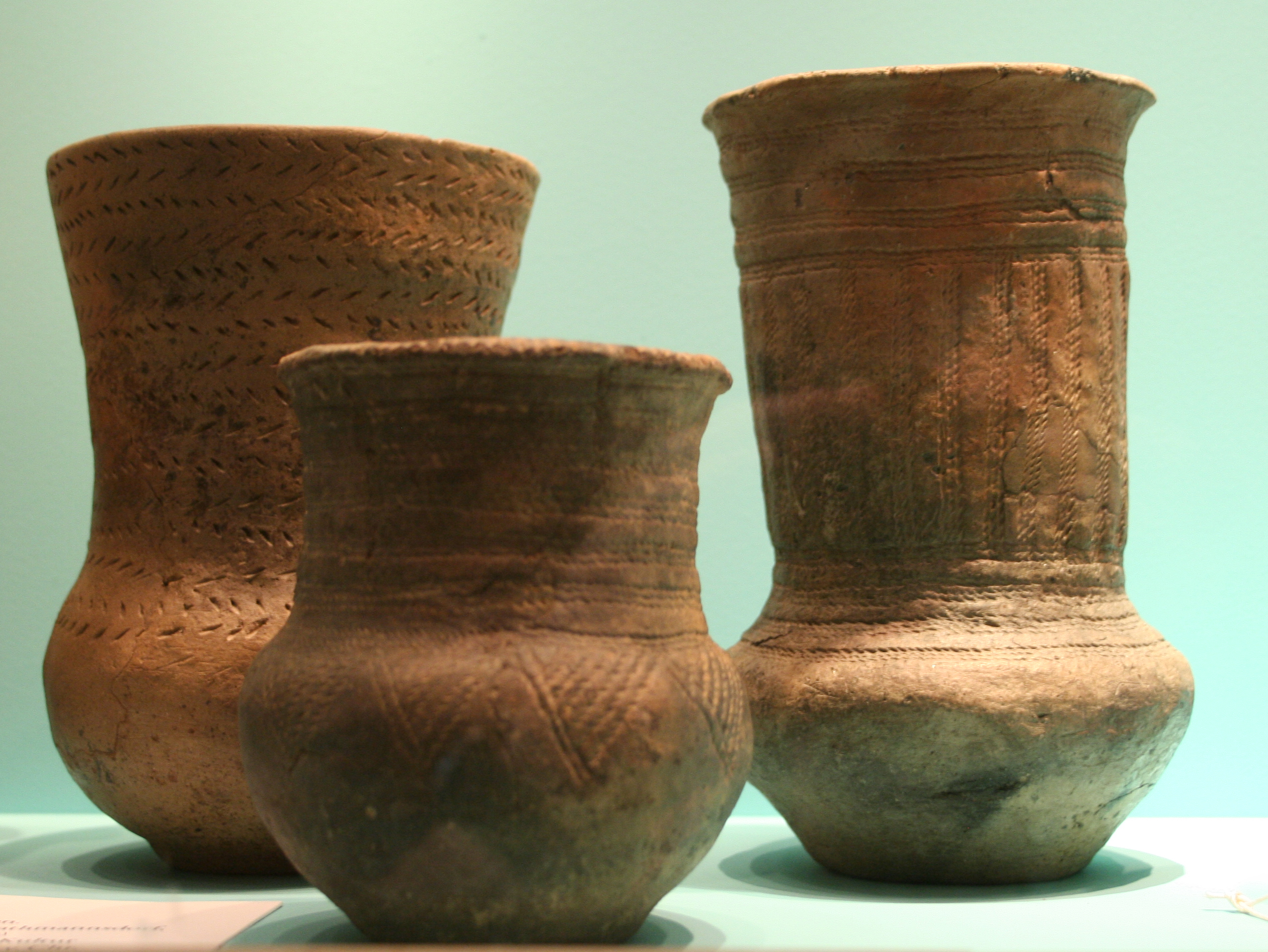
Keramika charakteristická pro vliv fenoménu zvoncovitých pohárů na KŠK v severním Německu a Skandinávii

Kultura jednoduchých mohyl (z angličtiny Single Grave culture, v české literatuře se tento pojem nepoužívá) odkazuje na sérii pozdně neolitických komunit ve 3. tisíciletí př. n. l., které existovaly v jižní Skandinávii, severním Německu a Beneluxu a které sdílely stejný způsob jednotlivého pohřbívání, zesnulé obvykle doprovázely bojové sekery, jantarové korálky a keramické nádoby.
Pojem Single Grave culture poprvé použil dánský archeolog Andreas Peter Madsen na konci 19. století, kdy shledal jednotlivé hroby odlišné od tehdy již známých dolmenů, dlouhých mohyl a pasážových hrobů. V roce 1898 vyslovil archeolog Sophus Müller hypotézu, že dolmeny, dlouhé mohyly a pasážové hroby reprezentují jinou skupinu lidí než nově objevené jednotlivé hroby. „Jednoduché mohyly jsou stopami nových, z jihu přicházejících kmenů.“
Kulturní důraz na nádoby sloužící k pití už byl charakteristický pro předchozí kulturu s nálevkovitými poháry, po příchodu KŠK se spojil s novými tradicemi. Obzvláště na západě (Skandinávie a severní Německo) mají nádoby širokou odstupující bázi a definují tak zvláštní podskupinu KŠK v této oblasti. Navrhuje se, že kultura se zvoncovitými poháry je odvozena z této specifické větve KŠK.

### Kultura s bojovými sekeromlaty
Švédsko norská kultura s bojovými sekeromlaty se objevila cca 2800 let před n. l. a je pojmenována podle zhruba 3000 nalezených hrobů od území Scanie po Uppland a Trøndelag. Bojové sekeromlaty byly primárně spíše objektem společenského statusu. Byla zde silná kontinuita v kamenických tradicích a velmi málo důkazů o velkých pohybech osob, o to méně pak násilných. Staré způsoby života byly opuštěny v době, kdy se proměňovaly kultury v kontinentální Evropě, a zemědělci žijící ve Skandinávii se těchto změn také účastnili, protože patřili do stejné sítě kulturních přeměn. Obyvatelé malých osad nebo vzájemně oddělených farem bez jakékoliv obranné strategie mohou být těžko považováni za agresory.

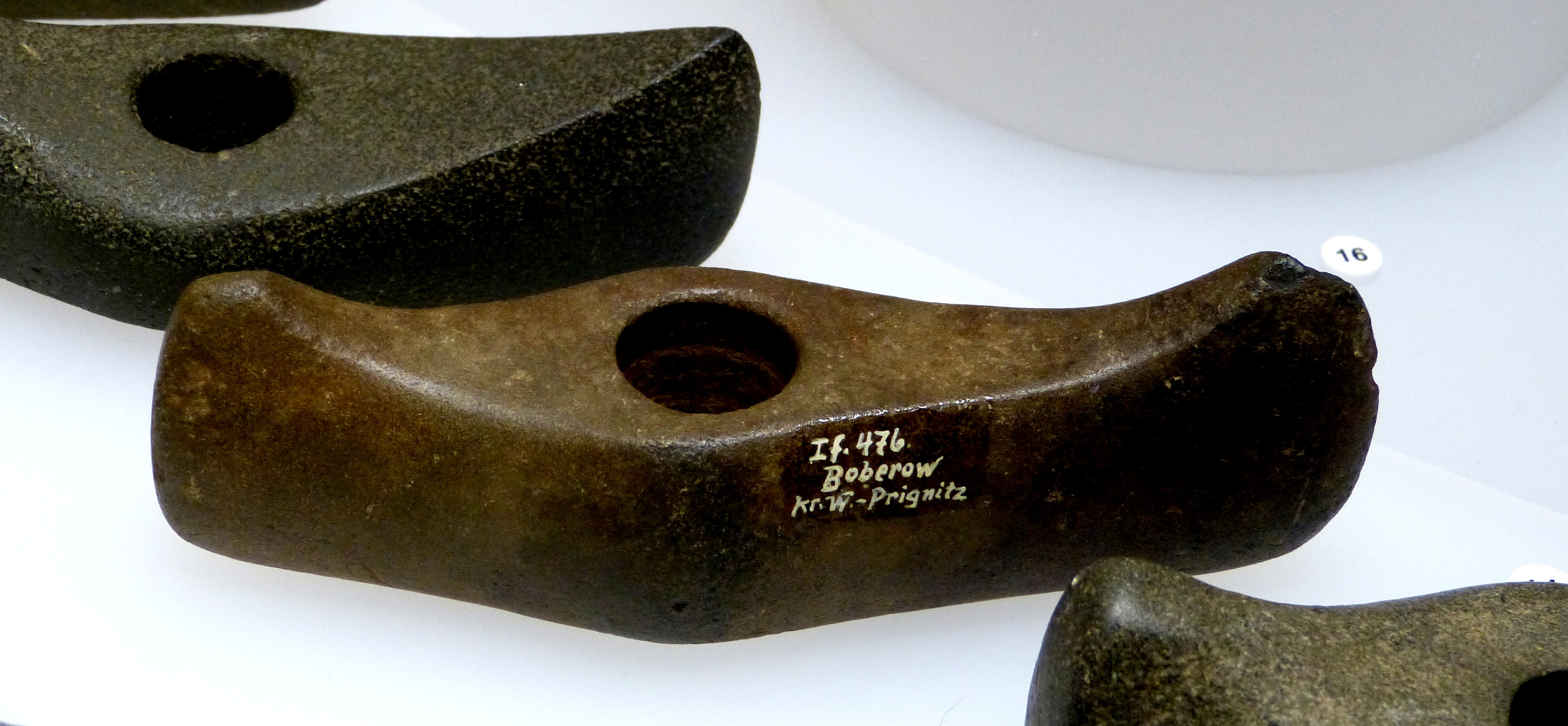
Sekery ve tvaru lodi, charakteristické pro KŠK v severomořském regionu a jižní Skandinávii

Bylo nalezeno asi 3000 bojových sekeromlatů po celé Skandinávii s výjimkou Norrlandu ve Švédsku a severního Norska. Je známo méně než 100 sídlišť a jejich pozůstatky jsou zanedbatelné, protože se nacházejí na nepřetržitě využívané půdě. Einar Østmo zmiňuje sídliště na Lofotech v oblasti polárního kruhu a ještě dále až po oblast dnešního města Tromsø.
Švédská a norská kultura s bojovými sekeromlaty užívala stejné zemědělské technologie jako předchozí kultura s nálevkovitými poháry, avšak příchod kovu změnil společenskou strukturu. Je to zřejmé zejména z faktu, že kultura s nálevkovitými poháry je charakterizována společnými megalitickými hroby a velkým množstvím pohřebních darů, kdežto lid bojových seker pohřbíval individuálně s individuálním obdarováním.
Nový pohled na tuto kulturu přinesl v roce 1993 objev hrobky v Turinge, Södermanland nedaleko Stockholmu. Bylo zde nalezeno asi dvacet keramických nádob, šest pracovních seker a jedna bojová sekera, všechny pocházely z pozdní periody této kultury. Důležitý však byl objev ostatků nejméně šesti osob po kremaci. Jde o nejčasnější nález kremace ve Skandinávii, což dokazuje blízký kontakt s kulturami ve střední Evropě.
V kontextu vývoje proto-Germánů v této oblasti poznamenává Einar Østmo, že atlantické a severomořské pobřežní oblasti Skandinávie a oblasti kolem Baltského moře byly sjednoceny silnou námořní ekonomikou, která umožňovala mnohem větší rozšiřování a kulturní jednotu oproti vnitřním kontinentálním kulturám s omezenější migrací. Odkazuje na početné petroglyfy z této éry, které zobrazují „tisíce“ lodí. Pro tuto kulturu bylo moře pojítkem, nikoliv hranicí.

### Finská kultura s bojovými sekeromlaty
Finská kultura bojových sekeromlatů byla směsí chovatelů dobytka a původních lovců a sběračů. Je jednou z mála kultur, které mají velké množství nálezů z osad v této oblasti.

### Středodněperská kultura a kultura Fatyanovo-Balanovo
Východními rozšířeními KŠK jsou středodněperská kultura a kultura Fatyanovo-Balanovo. Středodněperská kultura sice neposkytla mnoho nálezů, zato však ležela v nejpřímějším směru ke střední a severní Evropě ze stepí východní Evropy. Pokud je správná asociace kultur s bojovými sekeromlaty a indoevropskými jazyky, pak by kultura Fatyanovo tvořila lingvistické indoevropské superstratum na uralském substrátu,[zdroj?] a mohla by zodpovídat za vysvětlení některých slov uralského původu v kontroverzní indouralské tezi. Nicméně podle Häkkinena kontakty mezi mluvčími indoevropských a uralských jazyků začaly v době KŠK a uralická expanze do horního Povolží nastala až později. Häkkinen akceptuje kulturu Fatyanovo jako časně indoevropskou, avšak za její substrát nepovažuje ani uralskou ani indoevropskou skupinu. Genetické výzkumy podporují Häkkinenovu hypotézu.[zdroj?]